# Qu'a fait Jack ?
Pour plus de détails, voir Fiche technique et Distribution.
Qu'a fait Jack ? (What Did Jack Do?) est un court métrage américain en noir et blanc de 2017 écrit et réalisé par David Lynch. Il est présenté le 8 novembre 2017 à la Fondation Cartier pour l'art contemporain à Paris,,. Il est ensuite diffusé sur Netflix le 20 janvier 2020.

## Description
Le film met en scène un détective (joué par Lynch) qui interroge Jack, un singe capucin qui a peut-être commis un meurtre. Jack est accusé par le détective d'avoir tué Max pour une histoire d'amour avec une poule : le dialogue décousu entre les deux, vêtus de façon identique, est à un moment interrompu par une chanson interprétée par Jack.
Le film est résumé ainsi : « Dans une gare où la circulation des trains est bloquée, un détective cherchant à résoudre un homicide mène l'interrogatoire d'un singe tourmenté ».

## Distribution
- Jack Cruz (singe) : lui-même[7]
- David Lynch : détective
- Toototabon (poule) : elle-même
- Emily Stofle : serveuse

## Production
Lynch évoque le projet pour la première fois en décembre 2014, dans une interview sur son travail à venir, enregistrée lors de son exposition Naming au Middlesbrough Institute of Modern Art : « En ce moment, j'écris surtout [Twin Peaks], je peins, j'ai un tableau en cours, et je construis une chaise. J'adore construire des choses et c'est pour un film de singe. Je travaille avec un singe nommé Jack et ça sortira un jour. Ce n'est pas un chimpanzé, le singe vient d'Amérique du Sud. »
Le film est finalement tourné en 2016 et projeté le 8 novembre 2017 à la Fondation Cartier pour l'art contemporain à Paris, dans le cadre du lancement du livre photo de Lynch Nudes publié par la Fondation. Lynch avait évoqué la première lors d'une interview aux Cahiers du cinéma enregistrée le 30 octobre 2017 et publiée en décembre : « Je serai à Paris pour la sortie de ce livre. Je signerai des copies au salon Photo. Et puis je montrerai mon "film de singe" à la Fondation Cartier. C'est un film étrange de 17 minutes ». Le 20 mai 2018, le court métrage est projeté aux États-Unis lors du Festival of Disruption de Lynch à New York,. Le 20 janvier 2020, date du 74e anniversaire de Lynch, le court métrage est disponible sur Netflix.

## Accueil
John Squires du site Bloody Disgusting qualifie Qu'a fait Jack ? de « joyau bizarre ». Sur le site Indiewire, Tambay Obensen parle d'un film « bizarre et troublant » tout en le qualifiant de « très drôle » que ce soit l'intention du réalisateur ou non. Sur l'agrégateur de critiques Rotten Tomatoes, le film a un taux d'approbation de 92%, avec un score moyen de 7,35 / 10. Dom Robinson de DVDfever déclare lui : « Cela m'a donné l'impression d'avoir avalé 100 comprimés de LSD ! »
En France, Le Figaro salue « un duel verbal exquis » où « Expressions aléatoires, non-sens, parti communiste et bras de 34 kilos se mêlent dans ce qui semble être l’interrogatoire le plus loufoque du XXIe siècle. »